# Goldfinger (sång)
Goldfinger är en sång komponerad av John Barry med text av Leslie Bricusse och Anthony Newley. Låten var titelmelodi till James Bond-filmen Goldfinger från 1964 och framförs av Shirley Bassey. Den framförs både i filmens början och under eftertexterna. Låten kom även att bli en hitsingel på egen hand i flera länder tidigt 1965.
2008 valdes inspelningen in i Grammy Hall of Fame.

## Listplaceringar
| Lista (1964-1965) | Position              |
| ----------------- | --------------------- |
| Frankrike         | 24                    |
| Kanada            | 4 (RPM)               |
| Nederländerna     | 5                     |
| Norge             | 7 (VG-lista)          |
| Storbritannien    | 21                    |
| Sverige           | 9 (Kvällstoppen)      |
| USA               | 8 (Billboard Hot 100) |
| Västtyskland      | 8                     |
| Österrike         | 7                     |